# Nyctemera moolaica
Nyctemera moolaica là một loài bướm đêm thuộc phân họ Arctiinae, họ Erebidae.